# 브랜디드 (2012년 영화)
브랜디드(Branded)는 2012년 공개된 SF 영화이다. 2012년 9월 7일에 개봉하였다.

## 줄거리
1980년대 초 소련에서 어린 미샤 갈킨은 밤하늘의 별들이 소 모양의 별자리로 변하는 것을 보고, 그 별자리가 자신을 쳐다보는 것을 목격한다. 곧이어 미샤는 벼락을 맞고, 이를 본 한 여자는 그가 흥미로운 삶을 살 것이라고 예견한다. 시간이 흘러 미샤는 뛰어난 마케팅 실력으로 승승장구하며, 서구 브랜드를 러시아에 퍼뜨리기 위해 고용된 미국인 밥 기븐스를 만나 큰 성공을 거둔다. 밥의 조카 애비가 미국에서 방문하면서, 미샤와 애비는 밥의 반대에도 불구하고 연인 관계로 발전한다. 둘은 현대 마케팅의 역사를 논하며, 미샤는 레닌이 최초의 진정한 글로벌 브랜드인 공산주의를 창조했다고 주장한다.
한편, 폴리네시아의 한 섬에서 마케팅 전문가 조셉 파스칼은 패스트푸드 회사 임원들과 만나 업계의 수익성 회복 계획을 논의한다. 그들은 대중의 미적 기준을 바꾸어 "뚱뚱한 것이 새로운 멋"이 되도록 만들 계획을 세운다. 미샤는 과체중 여성이 성형수술을 통해 날씬해지는 과정을 담은 리얼리티 쇼 "익스트림 코스메티카"의 홍보를 맡게 된다. 하지만 첫 번째 수술 후 여성이 혼수상태에 빠지자 대중은 쇼와 마른 몸매를 찬양하는 분위기에 등을 돌린다. 미샤는 실패한 프로젝트의 희생양이 되어 경찰에 체포된다. 감옥에서 풀려난 후 미샤는 밥에게 이 모든 것이 패스트푸드 회사의 조작임을 알게 되었다고 말하지만, 밥은 이를 부정한다. 격렬한 싸움 끝에 밥은 심장마비로 쓰러지고, 미샤는 자신의 마케팅 능력이 저주라고 여기며 모스크바를 떠나 은둔한다.
6년 후, "뚱뚱한 것이 멋있다"라는 캠페인이 성공하여 대부분의 사람들이 과체중이 되었고, 광고는 달라진 미적 기준을 반영한다. 미샤는 붉은 암소를 희생하는 의식을 치르는 꿈을 꾸고, 잠에서 깨어나자 사람들의 욕망을 상징하는 기괴한 존재들을 볼 수 있게 된다. 애비는 소를 치며 살아가는 미샤를 찾아내고, 밥이 막대한 유산을 남겼으며 그들 사이에 6살 된 아들이 있음을 밝힌다. 미샤는 환각과 만연한 상업주의에 절망하여 애비의 아파트를 파괴하고, 겁에 질린 애비는 아들을 데리고 떠난다.
미샤는 브랜드 괴물에 맞서기 위해 그들의 방법을 사용하기로 결심한다. 그는 과거 회사로 돌아가 공포 마케팅을 이용하여 주요 브랜드에 대한 불신을 조장한다. 처음에는 "더 버거"에 대한 반감으로 시작하여, 사람들은 채식주의 중국 식당 체인 "딤 송"으로 몰린다. 도시 곳곳에서 브랜드 괴물들이 서로 싸우고 파괴하는 가운데, 대중의 여론은 마케팅 전반에 대한 반감으로 변하고 러시아 의회는 모든 광고 금지를 고려한다.
미샤는 애비에게 용서를 구하는 음성 메시지를 남긴다. 애비가 그의 사무실에 도착하지만, 반광고 시위대의 습격을 받는다. 미샤는 애비와 함께 탈출하려다 머리를 맞고 쓰러지고, 텔레비전에서는 러시아를 비롯한 여러 국가에서 광고 금지를 합의했다는 방송이 나온다. 얼마 후, 미샤는 병원에서 깨어나 애비와 아들과 함께 시간을 보낸다. 같은 병원에서 "익스트림 코스메티카"의 여성이 혼수상태에서 깨어나 광고 없는 모스크바를 목격한다.

## 출연

### 주연
- 에드 스톱파드
- 릴리 소비에스키
- 막스 폰 시도우

### 조연
- 안나 아보니시모바
- 잉게보르가 다프쿠나이트
- 마리야 이그나토바
- 제프리 탬버

## 기타
- 프로듀서: 제이미 브래드쇼
- 라인프로듀서: 바비 랑겔로브
- 배역: 스테파니 코샐리니